# Tweede Kamerverkiezingen 2010/Kandidatenlijst/SGP
De kandidatenlijst voor de Tweede Kamerverkiezingen 2010 van de Staatkundig Gereformeerde Partij (SGP) werd door het partijcongres op 9 april 2010 vastgesteld.

## De lijst
- vet: verkozen
- schuin: voorkeurdrempel overschreden

1. Kees van der Staaij - 152.493
2. Elbert Dijkgraaf - 2.134
3. Roelof Bisschop - 3.480
4. Servaas Stoop - 639
5. Hans Tanis - 277
6. Diederik van Dijk - 238
7. Geert Schipaanboord - 388
8. Arnold Weggeman - 189
9. Wim van Duijn - 522
10. Peter Zevenbergen - 253
11. Christian van Bemmel - 144
12. Leendert de Knegt - 392
13. Dirk van Dijk - 167
14. Rien Bogerd - 445
15. Dick van Meeuwen - 133
16. Teun van Oostenbrugge - 103
17. Ewart Bosma - 232
18. Jan Noeverman - 39
19. Tom Bakker - 103
20. Richard Donk - 79
21. Jan Luteijn - 111
22. Marcel de Haas - 100
23. Leo Barth - 56
24. Peter Schalk - 107
25. Adri van Heteren - 176
26. Henk Kievit - 108
27. Ad Dorst - 82
28. Henk Massink - 50
29. Wim de Vries - 107
30. Jan Willem Benschop - 234

1918 · 1922 · 1925 · 1929 · 1933 · 1937 · 1946 · 1948 · 1952 · 1956 · 1959 · 1963 · 1967 · 1971 · 1972 · 1977 · 1981 · 1982 · 1986 · 1989 · 1994 · 1998 · 2002 · 2003 · 2006 · 2010 · 2012 · 2017 · 2021 · 2023
CDA · PvdA · SP · VVD · PVV · GroenLinks · ChristenUnie · D66 · PvdD · SGP · Nieuw Nederland · TON · MenS · Heel Nederland · Partij één · Lijst 17 · Piratenpartij · Lijst 19 (EPN)